# 147-я мотострелковая дивизия
147-я мотострелковая дивизия (сокр. 147 мсд, в/ч 01237) — тактическое соединение Сухопутных войск СССР. Дивизия находилась в составе 31-го армейского корпуса Закавказского военного округа (ЗакВО). 
Дивизия дислоцировалась в городе Ахалкалаки Грузинской ССР.

## История
147-я мотострелковая дивизия ведёт историю от 51-го укреплённого района (51 УР) РККА. 51-й УР участвовал в боевых действиях в период 23 ноября 1941 года по 9 декабря 1942 года.
В 1946 году на базе 51-го укреплённого района, дислоцировавшегося в Ахалкалаки, создана 12-я пулемётно-артиллерийская бригада.
В 1947 году 12-я пулемётно-артиллерийская бригада 7-й гвардейской армии Закавказского военного округа переформирована в 12-ю пулемётно-артиллерийскую дивизию.
В 1958 году 12-я пулемётно-артиллерийская дивизия переформирована в 147-ю мотострелковую дивизию. В 1959 году 147-я мотострелковая дивизия включена в состав 31-го армейского корпуса Закавказского военного округа с прежней дислокацией в городе Ахалкалаки.
147-я мотострелковая дивизия получила статус 62-й военной базы по Договору о коллективной безопасности от 15 мая 1992 года и продолжила службу в пункте прежней дислокации. Вывод 62-й военной базы с территории Грузии начался в 2005 году.

## Состав
- управление (Ахалкалаки);
- 405-й мотострелковый полк (Ахалцихе,Ахалкалаки);
- 409-й мотострелковый полк (Ахалкалаки);
- 412-й мотострелковый полк (Ахалкалаки);
- 196-й танковый полк (Ахалкалаки);
- 817-й самоходно-артиллерийский полк (Ахалкалаки);
- 1007-й зенитный ракетный полк (Ахалкалаки);
- 360-й отдельный ракетный дивизион (Ахалкалаки);
- 65-й отдельный противотанковый дивизион (Ахалкалаки);
- 774-й отдельный разведывательный батальон (Ахалкалаки);
- 889-й отдельный инженерно-сапёрный батальон (Ахалкалаки);
- 899-й отдельный батальон связи (Ахалкалаки); в/ч 11240 ; (в 1989-1990 г.г. Ком.Бат. - п/п-к Иванков С.Ф. , нач.штаба - м-р Комаревцев В.Т.)
- 628-й отдельный батальон химической защиты (Ахалкалаки);
- 176-й отдельный ремонтно-восстановительный батальон (Ахалкалаки);
- 104-й отдельный медицинский батальон (Ахалкалаки);
- 1554-й отдельный батальон материального обеспечения (Ахалкалаки);
- ОВКР (Ахалкалаки).[7]